# Paraliparis eastmani
Paraliparis eastmani és una espècie de peix pertanyent a la família dels lipàrids.

## Descripció
- Fa 18,3 cm de llargària màxima.
- Nombre de vèrtebres: 69.
- És de color negre.[5]

## Hàbitat
És un peix marí i batidemersal que viu entre 1.035 i 1.070 m de fondària al talús continental.

## Distribució geogràfica
Es troba al Pacífic sud-occidental: el mar de Tasmània (Austràlia).

## Costums
És bentònic.

## Observacions
És inofensiu per als humans.